# Micraphorura raxensis
Micraphorura raxensis is een springstaartensoort uit de familie van de Onychiuridae. De wetenschappelijke naam van de soort is voor het eerst geldig gepubliceerd in 1961 door Gisin.